# Рефлексология (психология)
Рефлексоло́гия (от лат. reflexus — отражённый + греч. λογος — наука) — является частью физиологии, рассматривающее психическую деятельность как совокупность рефлексов, образовавшихся в результате влияния внешней среды на нервную систему животных и человека. Рефлексология рассматривает все аспекты воздействия на уже имеющиеся рефлексы человека, изменяя их в зависимости от изменения этих воздействий. Рефлексология отвергает и признаёт лженаукой психологию. Рефлексология (объективная психология) ограничивалась изучением объективно наблюдаемых реакций организма животных и человека на внешние и внутренние стимулы, игнорируя «субъективные» аспекты индивидуального и коллективного сознания.
Рефлексология (объективная психология) получила развитие в 1900—1930 годы, главным образом, — в России, и связана с деятельностью В. М. Бехтерева, изложившего свои основные взгляды в книгах «Объективная психология» (1907 год), «Коллективная рефлексология» (1921 год), «Основы общей рефлексологии» (1923 год). Первоистоками рефлексологии считаются работы по рефлекторной концепции психики И. М. Сеченова и работы И. П. Павлова. Тем не менее, сам термин «рефлексология» закрепился за учением и научным наследием В. М. Бехтерева, который предлагал это наименование в качестве универсального названия интегральной био-социальной науки о человеке на основе учения о физиологических рефлексах. В своих наиболее экстремальных заявлениях в лице основных представителей рефлексологии в СССР эта научная дисциплина должна была заменить собой целый комплекс наук о человеке, включая в первую очередь психологию. Бехтеревской теории рефлексологии в 1920-е годы противостоял Лев Выготский, активно развивавший, впрочем, рефлексологические представления в рамках самозаявленной редукционистской и механистической «инструментальной психологии» периода 1920х. В число учёных-рефлексологов входили В. Н. Осипов, Г. Н. Сорохтин, И. Ф. Куразов, А. В. Дубровский, Б. Г. Ананьев и другие.
В 1929 году в Ленинграде при Государственном рефлексологическом институте мозга им. В. М. Бехтерева состоялась «рефлексологическая дискуссия» — дискуссия по темам «Рефлексология или психология» и «Рефлексология и смежные направления», ставившая цель преодоления механистической ограниченности концепции с позиций диалектического материализма. Однако вскоре в журнале «Психология» были опубликованы тезисы М. Р. Могендовича, который утверждал, что в рефлексологии «„империализм“ в отношении психологии покрывается марксистскими одеяниями». Ликвидация рефлексологии как предположительно самостоятельной научной дисциплины прошла в директивном порядке.
Возникнув в области физиологии и психиатрии, рефлексология распространилась и на другие научные дисциплины и связанные с ними общественные практики, такие как психологию, педагогика, социология и искусствоведение.
Несмотря на некоторые достижения по сравнению с бихевиоризмом (включение сознания в предмет психологии, признание в числе прочих и субъективных методов исследования, включая самонаблюдение, описание отношений между рефлексологией и психологией как отношений между механикой и физикой), в рамках рефлексологии не удалось уйти от механистической трактовки психических процессов.